# Alternanthera bettzickiana
Espèce
Classification APG III (2009)
Alternanthera bettzickiana est une espèce de plante herbacée de la famille des Chenopodiaceae, ou des Amaranthaceae, selon la classification envisagée.
Originaire d'Amérique du Sud, elle est désormais cultivée un peu partout dans le monde.

## Description morphologique

### Appareil végétatif

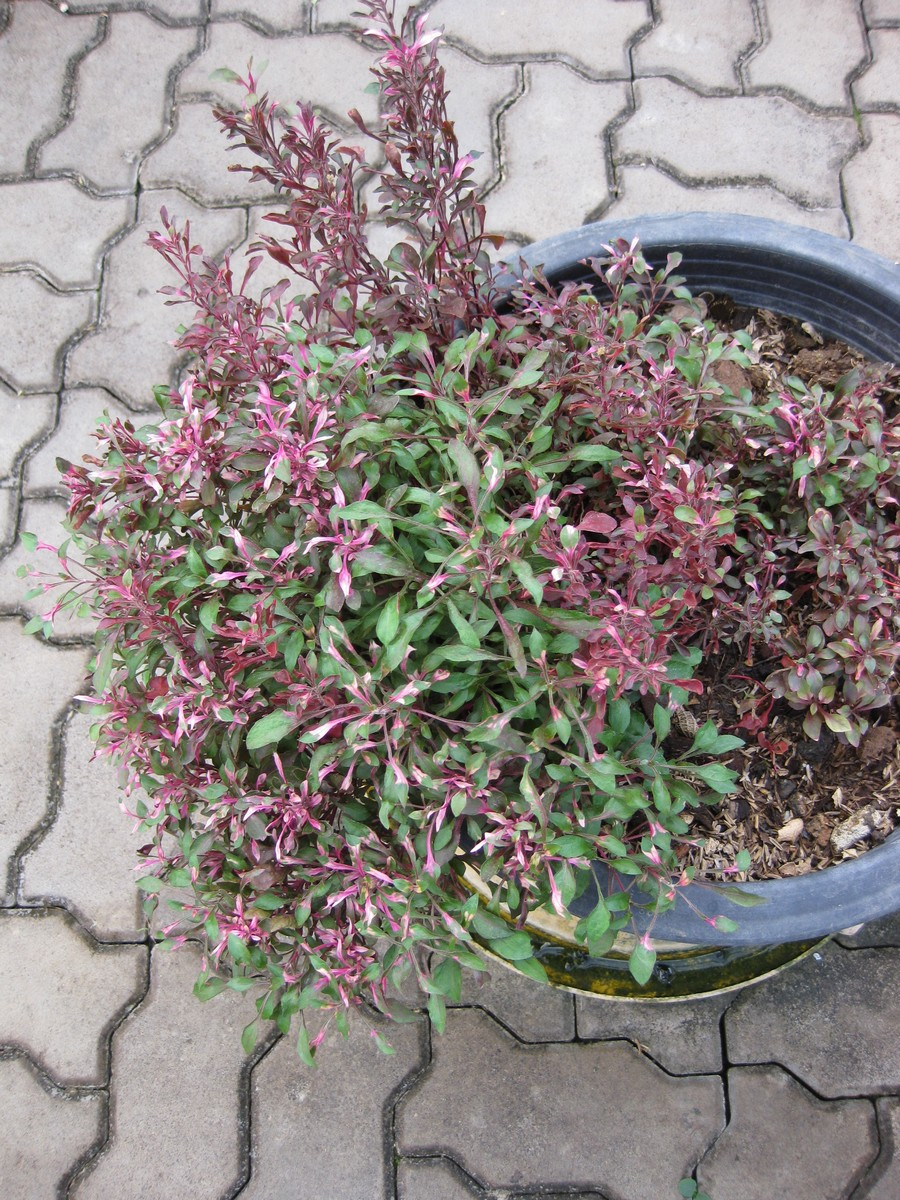
Alternanthera bettziekiana cultivé en pot, dans le Jardin botanique de la reine Sirikit, en Thaïlande.

Cette plante herbacée pérenne mesure entre 20 et 50 cm de hauteur. 
Ses tiges ramifiées ont une section circulaire vers la base et quadrangulaire vers le sommet. Elles présentent quelques poils au niveau des nœuds et de l'apex, ainsi qu'au niveau des pétioles courts (1 à 4 mm de long). 
Le limbe des feuilles mesure de 1 à 6 mm de long pour entre 0,5 et 2 mm de large. Il est de couleur verte, rouge ou verte teintée de rouge ou de jaune. Sa forme est ovale, parfois un peu oblongue ou spatulée. Il n'est pas plat mais légèrement ondulé.

### Appareil reproducteur
La floraison a lieu à la fin de l'été.
Les inflorescences sont terminales ou axilaires ; il y en a entre 2 et 5 par tige florale. Les bractées mesurent de 1,5 à 3 mm de longueur et sont acuminée. La corolle et le calice sont formés de tépales blancs, les plus externes étant plus longs (3 ou 4 mm) et velus que les internes. Il y a 5 étamines aux anthères linéaires. L'ovaire est glabre, au style très court.

## Systématique
Cette espèce a été décrite pour la première fois en 1862 sous le nom Telanthera bettzickiana par Eduard August von Regel dans l’Index seminum" du jardin botanique de Saint-Pétersbourg. Elle a été rebaptisée Alternanthera bettzickiana par George Nicholson en 1884.